# Giuse Lưu Tân Hồng

Phù hiệu của giám mục Lưu Tân Hồng

Giuse Lưu Tân Hồng (sinh 1964; tiếng Trung: 劉新紅; Liu Xin-hong) là một giám mục Công giáo bất hợp thức người Trung Quốc. Ông được Hội Công giáo Yêu nước Trung Quốc bổ nhiệm làm Giám mục chính tòa Giáo phận An Huy. Ông cũng đồng thời giữ chức Phó chủ tịch Hội Công giáo Yêu nước Trung Quốc. Chức vụ mà chính quyền Trung Quốc trao được xác định tương ứng chức Giám mục chính tòa Giáo phận Vu Hồ của Tòa Thánh.

## Thân thế sự nghiệp
Giuse Lưu Tân Hồng sinh năm 1964, người Phụ Dương, tỉnh An Huy (Trung Quốc). Sau quá trình tu tập, năm 1990, ông được phong chức vụ linh mục khi được 26 tuổi. Ông được xem là một thành viên hoạt động động tích cực trong Hội Công giáo Yêu nước Trung Quốc.
Sau khi Tổng giám mục Giuse Chu Hóa Vũ, Tổng giám mục An Khánh, kiêm Giám quản Tông Tòa Vu Hồ qua đời ngày 26 tháng 2 năm 2005, linh mục Giuse Lưu Tân Hồng được Hội Công giáo Yêu nước Trung Quốc đề cử làm Giám mục chính tòa Giáo phận An Huy, một giáo phận do chính quyền Trung Quốc thiết lập từ năm 2001, với lãnh thổ gồm hầu hết giáo tỉnh An Khánh (bao gồm Tổng giáo phận An Khánh, Giáo phận Bạng Phụ, Giáo phận Vu Hồ và Hạt Phủ doãn Tông Tòa Truân Khê). Ngày 3 tháng 5 năm 2006, ông được Giám mục đoàn Công giáo Trung Quốc tấn phong giám mục mà không được Giáo hoàng phê chuẩn, cắt đứt hiệp thông với Giáo hội Công giáo Rôma. Ông cũng được Hội Công giáo Yêu nước Trung Quốc bầu làm Phó chủ tịch của Hội này.
Tòa Thánh Vatican không thừa nhận chức phẩm giám mục cũng như chức vụ của ông. Đối với Tòa Thánh, các giáo phận thuộc giáo tỉnh An Khánh vẫn đang trong tình trạng trống tòa.
Kể từ ngày 22 tháng 9 năm 2018, ông đã hiệp thông được với Giáo hội Công giáo Rôma.